# Handaberd (Burg)
Handaberd (armenisch: Հանդաբերդ), auch bekannt als Lewonaberd, ist die Ruine einer Höhenburg nahe dem gleichnamigen Kloster in der Provinz Schahumjan der de facto unabhängigen, aber de jure zu Aserbaidschan gehörigen Republik Arzach (Bergkarabach).

## Lage
Die Burg Handaberd liegt im Norden der Provinz Schahumjan in einer bewaldeten Gebirgslandschaft 15 km nordöstlich der Provinzhauptstadt, südlich der Straße, welche Bergkarabach über den Sotkpass mit Armenien verbindet. Die Burg befindet sich auf einem Berggipfel in 1665 Metern Höhe oberhalb des Dorfes Knarawan.

## Geschichte
Die Burg Handaberd ist historisch bedeutend und wurde daher auch in mehreren armenischen Chroniken erwähnt. Laut dem armenischen Chronisten des Mittelalters Movses Kaghankatvazi wurde die Burg Handaberd in der zweiten Hälfte des 9. Jahrhunderts von Atrnerseh Smbatian errichtet. Die erste Burganlage war zunächst noch sehr klein und befand sich an einer Stelle, welche Spuren einer älteren Anlage aus dem 5. Jahrhundert aufweist. Die Burganlage wurde zu einem späteren Zeitpunkt massiv erweitert. Zur Burg gehörte auch ein System von Wachtürmen. Von diesen ist noch ein Wachturm am 2018 Meter hohen Berg Pahak, in 2,4 Kilometer Entfernung zur Burg, erhalten. Laut der Inschrift eines Chatschkars aus dem Kloster Dadiwank gehörte die Burg im 12. Jahrhundert dem Fürsten von Chatschen.